# Liste von Pfarrhäusern in Bayern (Unterfranken)
Die Liste von Pfarrhäusern in Bayern (Unterfranken) ist Teil der Liste von Pfarrhäusern in Bayern; dort findet man auch allgemeine Erläuterungen zum Thema.

## Landkreis Aschaffenburg
| Gemeinde / Ort / Adresse Koordinaten                                      | Baustil / Gebäudetyp                      | Erbaut | Bemerkungen | Bild |
| ------------------------------------------------------------------------- | ----------------------------------------- | ------ | --- | ---- |
| Alzenau Hörstein Edelmannstraße 1 (50° 3′ 14,8″ N, 9° 4′ 18,7″ O)         | Barock Pfarrhaus (Hörstein)               | 1745   | Zweigeschossiger Walmdachbau über hohem Bruchsteinsockel, fünf zu drei Fensterachsen. |      |
| Alzenau Kälberau Michelbacher Straße 16, (50° 5′ 32,6″ N, 9° 5′ 42,1″ O)  | Barock Pfarrhaus (Kälberau)               | 1708   | Zweigeschossiger Halbwalmdachbau mit einem Rundbogenportal und zehn zu zwei Fensterachsen. Das Pfarrhaus war ursprünglich nicht als Pfarrhaus, sondern als Gasthof geplant. Daher die für ein Pfarrhaus außergewöhnliche Architektur. |      |
| Krombach Schulberg 8 (50° 4′ 44″ N, 9° 12′ 23″ O)                         | Barock Pfarrhaus Krombach (Unterfranken)  | 1722   | Halbwalmdachbau mit Fachwerkobergeschoss und drei zu fünf Fensterachsen. Die Fenster und der Eingang haben Umrahmungen aus heimischem Sandstein.                                                                                      |      |
| Mömbris Am Markt 5 (50° 4′ 7,3″ N, 9° 9′ 58″ O)                           | Barock Pfarrhaus (Mömbris)                | 1728   | Zweigeschossiger Walmdachbau mit fünf zu vier Fensterachsen. Umrahmungen der Fenster und des Eingangs aus heimischem Sandstein. |      |
| Hösbach Rottenberg Georg-Blass-Straße 36 (50° 2′ 27,6″ N, 9° 13′ 51,9″ O) | Heimatstil Pfarrhaus Rottenberg (Hösbach) | 1921   | Zweigeschossige Walmdachbau im Heimatstil besitzt drei zu zwei Fensterachsen. |      |
| Sailauf Kirchberg 2 (50° 1′ 22,8″ N, 9° 15′ 14,4″ O)                      | Klassizismus Pfarrhaus (Sailauf)          | 1846   | Zweigeschossige Satteldachbau im Heimatstil mit fünf zu drei Fensterachsen. Im Jahr 1977 wurde das Gebäude verändert. |      |

## Landkreis Bad Kissingen
| Gemeinde / Ort / Adresse Koordinaten                                                   | Baustil / Gebäudetyp                              | Erbaut                              | Bemerkungen | Bild |
| -------------------------------------------------------------------------------------- | ------------------------------------------------- | ----------------------------------- | --- | ---- |
| Aura an der Saale An der Burg 172 (50° 9′ 59,5″ N, 10° 0′ 26,7″ O)                     | Barock Pfarrhaus (Aura an der Saale)              | 1690                                | Zweigeschossiger, massiver Walmdachbau mit geohrten Fensterrahmen. |      |
| Bad Brückenau Kirchplatz 2 (50° 18′ 37,1″ N, 9° 47′ 25,3″ O)                           | Barock Pfarrhaus (Bad Brückenau)                  | im Kern erstes Viertel des 18. Jhd. | Ehemals zweigeschossiger, jetzt dreigeschossiger Bau mit Walmdach mit fünf zu vier Fensterachsen. Barockes Eingangsportal mit geohrten Fenstereinfassungen im 1. Obergeschoss und Wappenrelief über dem Einang. |      |
| Bad Kissingen Rathausplatz 2 (50° 12′ 4,9″ N, 10° 4′ 34,1″ O)                          | Rokoko Pfarrhaus Bad Kissingen                    | 1791                                | Zweigeschossiger Walmdachbau über hohem Sockel, von Johann Philipp Geigel, 1791. Freitreppe mit Kellereingang. Heute Rathaus. |      |
| Elfershausen Domstraße 14 (50° 8′ 51,6″ N, 9° 57′ 37″ O)                               | Rokoko Pfarrhaus (Elfershausen)                   | Ende 18. Jhd.                       | Zweigeschossiger, verputzter Krüppelwalmdachbau mit fünf zu drei Fensterachsen, geohrten Fensterprofilen und Ecklisenen. |      |
| Oerlenbach Eltingshausen St.-Martin-Straße 13 (50° 9′ 26,8″ N, 10° 7′ 25″ O)           | Heimatstil Pfarrhaus (Eltingshausen)              | Zweite Hälfte 19. Jhd.              | Zweigeschossiges, verputztes Gebäude mit Satteldach mit zwei zu drei Fensterachsen und Quader an allen vier Ecken. Relief des „guten Hirten“ am Giebel. |      |
| Euerdorf Hammelburger Straße 17 (50° 8′ 53,9″ N, 10° 1′ 18,4″ O)                       | Rokoko Pfarrhaus (Euerdorf)                       | Ende 18. Jhd.                       | Zweigeschossiger, verputzter Walmdachbau mit sieben zu zwei Fensterachsen. Fenster und Portal mit Freitreppe, sind mit Sandsteinumrandungen versehen. |      |
| Fuchsstadt Kirchstraße 11 (50° 6′ 26,8″ N, 9° 55′ 59,1″ O)                             | Klassizismus Pfarrhaus (Fuchsstadt)               | Um 1800                             | Zweigeschossiger Krüppelwalmdachbau mit drei zu fünf Fensterachsen und Geschossgliederung. Fenster und Portal mit Freitreppe, sind mit Sandsteinumrandungen versehen. |      |
| Hammelburg Oskar-Röll-Platz 3 (50° 6′ 49,4″ N, 9° 53′ 26,3″ O)                         | Barock Pfarrhaus (Hammelburg)                     | Im Kern 1626                        | Dreigeschossiger, massiver Satteldachbau mit Fachwerkgiebel. 1985/86 renoviert und umgebaut. |      |
| Münnerstadt Kleinwenkheim Dr.-Severin-Illig-Straße 16 (50° 15′ 16,8″ N, 10° 16′ 56″ O) | Klassizismus Pfarrhaus (Kleinwenkheim)            | erste Hälfte 19. Jhd.               | Zweigeschossiger, verputzter Fachwerkbau mit Krüppelwalmdach mit fünf zu vier Fensterachsen. |      |
| Maßbach Poppenlauerer Straße 14, 16 (50° 11′ 5,7″ N, 10° 16′ 30,1″ O)                  | Heimatstil Pfarrhaus (Maßbach)                    | 1881                                | Zweigeschossiger Sandsteinquaderbau mit Satteldach und fünf zu drei Fensterachsen. |      |
| Nüdlingen Kissinger Straße 15 (50° 13′ 14,9″ N, 10° 7′ 20,7″ O)                        | Barock Pfarrhaus (Nüdlingen)                      | 17. Jhd.                            | Zweigeschossiger, giebelständiger Fachwerkbau mit massiver Sockelzone und Halbwalmdach. An der Nordseite ein neugotisches Hausaltärchen mit der Figur des Schmerzensmannes. Die Figur aus Sandstein stammt vermutlich aus dem 19. Jahrhundert.                                                                                        |      |
| Oberleichtersbach Am Kirchberg 1 (50° 16′ 29,7″ N, 9° 48′ 14,6″ O)                     | Barock Pfarrhaus (Oberleichtersbach)              | 1669                                | Zweigeschossiges Fachwerkhaus auf massivem Sockel. Nebengebäude im Obergeschoss Fachwerkkonstruktion. Die Fensterzahl der gegenüberliegenden Wände von Haupt- und Nebengebäude stimmt nicht überein. Vor dem Pfarrhaus befindet sich eine Pforte mit Segmentgiebel und Wappenkartusche, darin eine Inschrift und die Jahreszahl 1669. |      |
| Münnerstadt Seubrigshausen Sankt-Kilians-Platz 4 (50° 13′ 46,5″ N, 10° 19′ 33,7″ O)    | Klassizismus Pfarrhaus (Seubrigshausen)           | 1800                                | Zweigeschossiger, verputzter Satteldachbau mit drei zu sechs Fensterachsen. |      |
| Bad Bocklet Steinach Marktplatz 5 (50° 17′ 8,2″ N, 10° 5′ 59,5″ O)                     | Barock Pfarrhaus Steinach (Bad Bocklet)           | 1606                                | Zweigeschossiger mit Zwillings- und Einzelfenstern Satteldachbau in Fachwerkbauweise. Erste Hälfte des 18. Jahrhunderts verputzt. |      |
| Sulzthal Buggasse 7 (50° 7′ 53,2″ N, 10° 1′ 58,2″ O)                                   | Klassizismus Pfarrhaus (Sulzthal)                 | 1822 bis 1823                       | Zweigeschossiger Krüppelwalmdachbau mit Sichtsteinsockel und drei zu vier Fensterachsen mit Putzgliederung. Ursprünglich Schulhaus. |      |
| Thundorf in Unterfranken Lindenstraße 2 (50° 11′ 51,4″ N, 10° 18′ 38,9″ O)             | Klassizismus Pfarrhaus (Thundorf in Unterfranken) | 1848                                | Zweigeschossiger Walmdachbau mit fünf zu zwei Fensterachsen, Gesimsgliederung und Ecklisenen. Heute Rathaus |      |
| Hammelburg Untererthal Johann-Nepomuk-Straße 14 (50° 8′ 42,1″ N, 9° 52′ 51,1″ O)       | Barock Pfarrhaus (Untererthal)                    | 1668/69                             | Zweigeschossige Fachwerkbau mit massivem Erdgeschoss und Satteldach wurde von Laurenzius Koch errichtet. |      |
| Burkardroth Waldfenster Zum Lärcheneck 4 (50° 15′ 35,4″ N, 9° 57′ 28,5″ O)             | Barock Pfarrhaus (Waldfenster)                    | 1782                                | Zweigeschossiger, massiver Walmdachbau mit hoher Sockelzone, Ecklisenen und Freitreppe auf der Südseite. Die Tür- und Fensterrahmungen sind aus Sandstein. |      |
| Münnerstadt Wermerichshausen Pfarrer-Braum-Straße 5 (50° 14′ 29,7″ N, 10° 16′ 21,4″ O) | Barock Pfarrhof (Wermerichshausen)                | 1741 bis 1743                       | Zweigeschossige, verputzte Dreiflügelanlage mit Eckquaderungen und Walm- bzw. Satteldächer. |      |

## Landkreis Haßberge
| Gemeinde / Ort / Adresse Koordinaten               | Baustil / Gebäudetyp  | Erbaut | Bemerkungen | Bild |
| -------------------------------------------------- | --------------------- | ------ | --- | ---- |
| Ebern Pfarrgasse 2 50° 5′ 41,4″ N, 10° 47′ 40,5″ O | Renaissance Pfarrhaus | 1604   | Zweigeschossiger und traufständiger Satteldachbau, auf Konsolen vorkragendes Fachwerkobergeschoss und Doppelportal mit geohrter Rahmung, bezeichnet „1604“, mit Bauteilen des 17. Jahrhunderts |      |

## Landkreis Kitzingen
| Gemeinde / Ort / Adresse Koordinaten                                       | Baustil / Gebäudetyp                   | Erbaut                                                                                 | Bemerkungen | Bild |
| -------------------------------------------------------------------------- | -------------------------------------- | -------------------------------------------------------------------------------------- | --- | ---- |
| Abtswind Pfarrgasse 3 (49° 46′ 17,5″ N, 10° 22′ 20,2″ O)                   | Heimatstil Pfarrhaus (Abtswind)        | 1878                                                                                   | Zweigeschossiger Satteldachbau mit Ecklisenen und fünf zu drei Fensterachsen ist mit der Jahreszahl 1878 über dem Eingang bezeichnet. Die Fenster und das Portal, über dem die Inschrift „Friede sei in diesem Hause!“ eingemeißelt ist, sind mit heimischen Sandsteinblöcken gerahmt. Dazugehörend barockes Hofportal bezeichnet 1787. |      |
| Castell Kirchplatz 3 (49° 44′ 24,1″ N, 10° 21′ 5,4″ O)                     | Klassizismus Altes Pfarrhaus (Castell) | zwischen 1817 und 1820                                                                 | Zweigeschossiger Krüppelwalmdachbau mit sieben Fensterachsen in Massivbauweise aus Sandsteinquadern. Aus der Errichtungszeit hat sich ein Hoftor erhalten, das die typischen Pinienzapfen-Aufsätze aufweist. |      |
| Castell Im Oberdorf 13 (49° 44′ 27″ N, 10° 21′ 6,7″ O)                     | Barock Neues Pfarrhaus (Castell)       | 1712                                                                                   | Zweigeschossige Walmdachbau mit Sandsteinquaderfassade und fünf Fensterachsen zur Straßenseite. |      |
| Volkach Escherndorf Pfarrgasse 4 49° 51′ 44,5″ N, 10° 10′ 32,2″ O          | Barock Pfarrhaus (Escherndorf)         | wohl 1601                                                                              | Zweigeschossiger Walmdachbau, Obergeschoss mit verputztem Fachwerk. Geschossgliederung durch Gesims. Fenster des Erdgeschosses mit Profilierungen. Einfriedung ortsseitig mit hoher Mauer. Darauf Marienkrönungsgruppe aus dem 18. Jahrhundert, 2010 renoviert wurde. |      |
| Volkach Fahr Maingasse 10 (49° 52′ 35,2″ N, 10° 9′ 51,2″ O)                | Barock Pfarrhaus (Fahr)                | 17. oder 18. Jhd.                                                                      | Zweigeschossiger giebelständige Satteldachbau mit verputztem Fachwerkobergeschoss und drei zu vier Fensterachsen. Die Fenstergewände sind aus heimischem Sandstein und an der Straßenseite sind sie zusätzlich mit einer Agraffe versehen. |      |
| Geiselwind Kirchplatz 4 (49° 46′ 21,8″ N, 10° 28′ 17,4″ O)                 | Barock Pfarrhaus (Geiselwind)          | verm. 1734                                                                             | Zweigeschossiger Walmdachbau mit drei zu sieben Fensterachsen. Geohrte Fensterrahmungen. Hauptportal mit Oberlicht des 18. Jahrhunderts darüber Relief mit dem Wappen der Fürsten von Schwarzenberg |      |
| Volkach Obervolkach Dr.-Gengler-Straße 14 (49° 52′ 23″ N, 10° 15′ 31,9″ O) | Barock Pfarrhaus (Obervolkach)         | 1699                                                                                   | Zweigeschossiger Walmdachbau mit drei, an der Längsseite fünf Fensterachsen an der Längsseite. Die Fenster sind geohrt. Zur Straße moderne Hausfigur die Himmelskönigin in einer Nische. Die Hofmauer um den ehemaligen Pfarrhof ist teilweise erhalten sowie die Scheune. |      |
| Volkach Pfarrhof 1 (49° 51′ 55,3″ N, 10° 13′ 37″ O)                        | Barock Pfarrhaus (Volkach)             | letzten Viertel des 17. Jhd.                                                           | Zweigeschossiger Winkelhof aus dem letzten Viertel des 17. Jahrhunderts. Verputztes Fachwerkobergeschoss zur Rückseite hin sichtbar gemacht. Das Haus wurde traufständig in Richtung der Hauptstraße errichtet und schließt mit einem Satteldach ab. Die Fensterrahmen sind geohrt. Unterhalb des Hofes befindet sich ein weitläufiger Gewölbekeller, der ursprünglich eine Kelter enthielt und zur Weinlagerung genutzt wurde. Großes Durchfahrtstor zur Hauptstraße lässt, im Zuge der Umbaumaßnahmen in den 1990er Jahren wurde diese Zufahrt in ein Portal umgeformt. Oberhalb des Portals hat sich eine Hausfigur des 18. Jahrhunderts mit Maria, Jesus und Johannes erhalten. |      |
| Wiesentheid Schlossplatz 2 (49° 47′ 41,3″ N, 10° 20′ 37,7″ O)              | Rokoko Pfarrhaus (Wiesentheid)         | verm. 1710, 1720 erweitert, 1770 umfassend renoviert, 1838 und 1894 nochmals renoviert | Zweigeschossiger Walmdachbau mit acht Fensterachsen an der Längsseite. Diese Westseite ist stark gegliedert. Neben Eckpilastern, einem Gesims und geohrten Fensterrahmungen, brachte man unterhalb der Fenster des Obergeschosses auch Kassettenfelder an. |      |

## Landkreis Main-Spessart
| Gemeinde / Ort / Adresse Koordinaten                         | Baustil / Gebäudetyp   | Erbaut  | Bemerkungen | Bild |
| ------------------------------------------------------------ | ---------------------- | ------- | --- | ---- |
| Arnstein Büchold Förstergasse 1 50° 0′ 35″ N, 9° 56′ 57,8″ O | Klassizismus Pfarrhaus | um 1820 | Zweigeschossiger Halbwalmdachbau mit Gurtgesims, ansonsten sparsamen Sandsteingliederungen in Ecklage. Auf einer Giebelseite überdachte Heiligenfigur auf geschmiedeter Konsole. |      |

## Landkreis Miltenberg
| Gemeinde / Ort / Adresse Koordinaten                  | Baustil / Gebäudetyp  | Erbaut   | Bemerkungen | Bild |
| ----------------------------------------------------- | --------------------- | -------- | --- | ---- |
| Amorbach Pfarrgasse 6 49° 38′ 40,3″ N, 9° 13′ 12,8″ O | Klassizismus Pfarrhof | 18. Jhd. | Über hohem Kellergeschoss traufständiger zweigeschossiger Krüppelwalmdachbau, symmetrische verputzte Fassade mit Werksteingliederungen, Kanten aus farblich alternierenden roten und grauen Sandsteinquadern, zweiläufige Freitreppe und Flügeltür mit alten Beschlägen, runder Kellerbogen, Sandstein bezeichnet 1586, schmaler zweigeschossiger Seitenflügel aus unverputztem Sandsteinmauerwerk mit Fachwerkobergeschoss und Walmdach, im 19./20. Jahrhundert verändert. |      |

## Landkreis Rhön-Grabfeld
| Gemeinde / Ort / Adresse Koordinaten                                                         | Baustil / Gebäudetyp                                            | Erbaut                                     | Bemerkungen | Bild |
| -------------------------------------------------------------------------------------------- | --------------------------------------------------------------- | ------------------------------------------ | --- | ---- |
| Trappstadt Alsleben Am Kirchplatz 30 (50° 17′ 43,8″ N, 10° 33′ 35,6″ O)                      | Klassizismus Pfarrhaus Alsleben (Trappstadt)                    | 1600                                       | Zweigeschossiges, verputztes Fachwerkhaus mit Satteldach. Vier (Giebelseite) zu drei (Traufseite) Fensterachsen und ein Rundbogenportal mit der Jahreszahl 1779. |      |
| Aubstadt Milzgrundstraße 10 (50° 20′ 2,5″ N, 10° 26′ 7,2″ O)                                 | Klassizismus Pfarrhaus (Aubstadt)                               | 1800                                       | Das Erdgeschoss des zweigeschossigen Pfarrhauses mit Halbwalmdach ist massiv gemauert. Das Obergeschoss ist dagegen in Fachwerkbauweise erstellt. Das Gebäude besitzt zwei (Giebelseite) zu sechs (Traufseite) Fensterachsen. |      |
| Bad Neustadt an der Saale Kirchpforte 3 (50° 19′ 25,3″ N, 10° 12′ 50,7″ O)                   | Renaissance Pfarrhaus (Bad Neustadt an der Saale)               | 1602                                       | Zweigeschossiger Satteldachbau mit Volutengiebeln. An den Giebelwänden einfache Fenster, an den übrigen Wänden überwiegend Zwillingsfenster. Über dem Säulenportal mit Dreiecksgiebel ist ein Wappenstein mit Bauinschrift angebracht. |      |
| Großbardorf Kirchhügel 8 (50° 16′ 7,6″ N, 10° 22′ 8,9″ O)                                    | Barock Pfarrhaus (Großbardorf)                                  | 1614                                       | Zweigeschossiger Krüppelwalmdachbau. Das Erdgeschoss ist massiv gemauert; das Obergeschoss besteht aus teilweise verputztem Fachwerk. Das Hauptportal besitzt ein Giebelfeld mit Wappenstein und der Jahreszahl 1654. |      |
| Großeibstadt Kirchplatz 5 (50° 18′ 5,6″ N, 10° 24′ 41,8″ O)                                  | Barock Pfarrhaus (Großeibstadt)                                 | 18. Jhd.                                   | Zweigeschossige Gebäude mit Walmdach ist massiv gemauert. Es hat drei zu sechs Fensterachsen. Zum Kirchplatz hin ist eine Mauer mit Nebengebäude und rundem Torbogen vorhanden. |      |
| Hendungen Am Kirchplatz 2 (50° 23′ 39,3″ N, 10° 21′ 8,4″ O)                                  | Barock Pfarrhaus (Hendungen)                                    | 1746                                       | Zweigeschossiger Massivbau auf Sichtsteinsockel mit Walmdach. Es besitzt teilweise bodentiefe Fenster. |      |
| Sulzfeld Kleinbardorf (50° 16′ 34,7″ N, 10° 24′ 3,2″ O)                                      | Barock Pfarrhaus (Kleinbardorf)                                 | 1730                                       | Zweigeschossiges Gebäude mit Walmdach. Es hat zwei zu fünf Fensterachsen und ein Rundbogenportal. |      |
| Mellrichstadt Am Kirchberg 4 (50° 24′ 19,9″ N, 10° 13′ 41,2″ O)                              | Barock Katholisches Pfarrhaus (Mellrichstadt)                   | 1719                                       | Zweigeschossiges Walmdachgebäude auf hohem Sockel, mit Ecklisenen, massiv gemauert. Im Obergeschoss sind zwei fürstbischöfliche Wappensteine des 16. Jahrhunderts und des Jahres 1719 eingemauert. Die Fenster sind ausnahmslos Einzelfenster. Ein Nebengebäude aus der Zeit um 1800 ist vorhanden, ein Hausteinbau mit Ladeluken. |      |
| Mellrichstadt Hirtenberg 2 (50° 26′ 47,1″ N, 10° 20′ 47,4″ O)                                | Fachwerkstil Evangelisch-lutherisches Pfarrhaus (Mellrichstadt) | 1552                                       | Zweigeschossiger Satteldachbau in Hanglage auf einem hohen Sockel. Das Erdgeschoss ist massiv gemauert, das Obergeschoss dagegen besitzt ein Zierfachwerk. Die Fenster sind teilweise Einzel- und Zwillingsfenster. Über eine Freitreppe gelangt man zur Gartenpforte, die zum Eingang auf der Talseite führt. |      |
| Bad Königshofen im Grabfeld Merkershausen Obere Gasse 3 (50° 17′ 10,1″ N, 10° 26′ 43,1″ O)   | Renaissance & Barock Pfarrhof (Merkershausen)                   | 1584                                       | Zweigeschossiges Gebäudes mit Halbwalmdach besitzt Renaissancefenster. Das Obergeschoss entstand im Jahr 1773 im Stil des Barock. An der Nordwand ist eine Sandsteinmadonna aus der Zeit um 1350 angebracht. Auf dem Anwesen befinden sich weiterhin ein Nebengebäude aus dem 18. Jahrhundert und ein Hoftor mit der Jahreszahl 1680. |      |
| Oberelsbach Valentin-Rathgeber-Straße 4 (50° 26′ 30,7″ N, 10° 7′ 5,5″ O)                     | Barock Ehemaliges Pfarrhaus (Oberelsbach)                       | 1611                                       | Zweigeschossiges, verputztes Steingebäude mit Satteldach und einem Rundbogenportal mit Wappen und Inschrifttafel. |      |
| Sulzdorf an der Lederhecke Obereßfeld Karl-Hoffmann-Straße 3 (50° 16′ 4,2″ N, 10° 32′ 20″ O) | Barock Pfarrhof (Obereßfeld)                                    | 18. Jhd.                                   | Zweigeschossiges Satteldachgebäude in Fachwerkbauweise erstellt und verputzt. Die hervorkragenden Schwellen des Fachwerks sind deutlich sichtbar. Vor dem Pfarrhaus ist eine Sandsteinfigur der Immaculata aufgestellt. Auf dem Anwesen sind weiterhin mehrere Nebengebäude und eine Hoftoranlage vorhanden. |      |
| Oberstreu Kirchstraße 11 (50° 24′ 9,4″ N, 10° 17′ 7,7″ O)                                    | Klassizismus Pfarrhaus (Oberstreu)                              | 1834                                       | Zweigeschossiges Gebäude mit Pyramiddach. Obwohl es in Würfelform angelegt ist, besitzt es drei zu vier Fensterachsen. Die Fenster sind Segmentbögen. |      |
| Ostheim vor der Rhön Kirchstraße 12 (50° 27′ 32,4″ N, 10° 13′ 55,6″ O)                       | Fachwerkstil Pfarrhaus (Ostheim vor der Rhön)                   | 1700, 1753 um einen Seitenflügel erweitert | Zweigeschossiger Hauptflügel; im Süden Halb-, im Norden Vollwalmdach. Das Erdgeschoss ist massiv gemauert, das Obergeschoss ist dagegen als Fachwerkkonstruktion ausgeführt. Der eingeschossige Seitenflügel ist ein Fachwerkgebäude mit Satteldach. Der Haupteingang befindet sich im Übergangsbereich vom Hauptflügel zum Seitenflügel. |      |
| Fladungen Rüdenschwinden Wendelstraße 15 (50° 31′ 14,5″ N, 10° 6′ 49,6″ O)                   | Heimatstil Pfarrhaus (Rüdenschwinden)                           | 1913–14                                    | Zweigeschossiges Walmdachgebäude, massiv gemauert. Ungeordnete, unterschiedlich große Fenster. An der Ostseite des Obergeschosses befindet sich eine Laube und an der Südwestecke ein Erker. An der Westseite ist ein Relief des Guten Hirten eingemauert. |      |
| Salz Prälat-Paul-Bocklet-Platz 1 (50° 18′ 36,6″ N, 10° 12′ 30,6″ O)                          | Barock Pfarrhaus (Salz)                                         | 1601                                       | Zweigeschossiges Gebäude mit Satteldach ist im Erdgeschoss massiv gemauert und im Obergeschoss in verputztem Fachwerk ausgeführt. Es besitzt ein überdachtes Portal mit Wappenstein. |      |
| Schönau an der Brend Am Kirchberg 5 (50° 22′ 45,8″ N, 10° 6′ 9,4″ O)                         | Barock Pfarrhaus (Schönau an der Brend)                         | 1617                                       | Zweigeschossiges Gebäude mit Satteldach. Zwei (Giebelseite) zu drei (Traufseite) Fensterachsen. Die Fenster sind rundbogig. An der südlichen Wand befindet sich ein Erker. Die Jahreszahl 1617 ist an der östlichen Wand angebracht. |      |
| Sondheim vor der Rhön Stetten Obertor 2 (50° 29′ 18,2″ N, 10° 8′ 25″ O)                      | Barock Pfarrhaus Stetten (Sondheim vor der Rhön)                | 1614                                       | Zweigeschossiges Gebäude mit Halbwalmdach. Erdgeschoss massiv gemauert; Obergeschoss in Fachwerkbauweise; die Eckständer sind geschnitzt. Das Gebäude besitzt an der Giebelseite drei Fensterachsen (Einzelfenster). An der Traufseite befinden sich in jedem Geschoss in unregelmäßiger Anordnung drei Fenster, teils Einzel-, teils Zwillingsfenster. Die Fenster im Erdgeschoss sind vergittert. Das Wappenportal mit Segmentgiebel trägt die Jahreszahl der Errichtung. |      |
| Oberelsbach Unterelsbach Hauptstraße 60 (50° 25′ 32,9″ N, 10° 8′ 11,2″ O)                    | Klassizismus Pfarrhaus (Unterelsbach)                           | erste Hälfte 19. Jhd.                      | Zweigeschossiges, verputztes Gebäude mit Walmdach. Es hat drei zu drei Fensterachsen und eine Haustür mit Oberlicht. An der Hofseite befindet sich eine Freitreppe. |      |
| Bad Königshofen im Grabfeld Untereßfeld Am Herrenhof 1 (50° 16′ 18,4″ N, 10° 31′ 30″ O)      | Renaissance Pfarrhof (Untereßfeld)                              | 1612                                       | Zweigeschossiges Gebäude mit Satteldach ist auf einem hohen Keller massiv errichtet und besitzt eine Freitreppe. Die Ecken sind gequadert. Auf dem Anwesen befinden sich auch ein Wirtschaftsgebäude aus dem 17./18. Jahrhundert und eine Hofmauer mit Pforte und der Jahreszahl 1710. |      |
| Ostheim vor der Rhön Urspringen Kirchberg 2 (50° 27′ 23″ N, 10° 8′ 11,5″ O)                  | Fachwerkstil Pfarrhaus (Urspringen)                             | 1786                                       | Zweigeschossiges Fachwerkgebäude mit vier zu vier Fensterachsen und einem Halbwalmdach. Der Kellereingang ist mit dem Baujahr bezeichnet. |      |
| Bischofsheim in der Rhön Wegfurt Am Kirchberg 2 (50° 23′ 47,3″ N, 10° 5′ 12,2″ O)            | Klassizismus Ehemaliges Pfarrhaus (Wegfurt)                     | 1852                                       | Zweigeschossiges, verputzte Fachwerkgebäude mit Walmdach besitzt eine originale Haustür mit Oberlicht und eine Freitreppe. |      |
| Wollbach Kirchstraße 4 (50° 21′ 54,3″ N, 10° 13′ 30,6″ O)                                    | Klassizismus Pfarrhaus Wollbach (Unterfranken)                  | 1608 / um 1860 verändert                   | Zweigeschossiger traufständiger Putzbau mit Satteldach und Geschossgliederung durch Gesims. An der Ostseite ist ein Relief der Dreifaltigkeit angebracht. Im Jahr 1608 erbaut. und um das Jahr 1860 verändert. |      |

## Landkreis Schweinfurt
| Gemeinde / Ort / Adresse Koordinaten                        | Baustil / Gebäudetyp | Erbaut | Bemerkungen | Bild |
| ----------------------------------------------------------- | -------------------- | ------ | --- | ---- |
| Bergrheinfeld Hirtengasse 6 50° 0′ 23,2″ N, 10° 10′ 46,1″ O | Barock Pfarrhaus     | 1692   | Zweigeschossiger, verputzter Massivbau mit Walmdach und geohrten Fensterrahmungen, zwei zu vier Fensterachsen. |      |

## StadtWürzburg
| Gemeinde / Ort / Adresse Koordinaten                                               | Baustil / Gebäudetyp                                                                                | Erbaut          | Bemerkungen | Bild           |
| ---------------------------------------------------------------------------------- | --------------------------------------------------------------------------------------------------- | --------------- | --- | -------------- |
| Würzburg Altstadt Residenzplatz 2 (49° 47′ 34,9″ N, 9° 56′ 15,6″ O)                | Barock Bischofsresidenz                                                                             | frühes 18. Jhd. | Hufeisenanlage mit zweihöfigen Seitenblöcken und Pavillonbildungen mit Mansardwalmdächern in den Hauptachsen, zweigeschossige Fassaden mit Mezzaningeschossen und figurengeschmückten Balustraden zwischen Flachgiebelfeldern der Pavillons, Sandsteinquaderbau mit Kolossalgliederung und vorgesetzten Säulenaltanen, Barock, Balthasar Neumann unter Mitwirkung von Johann Dientzenhofer, Maximilian von Welsch, Johann Lucas von Hildebrandt, Robert de Cotte und Germain Boffrand, 1720–1744. Der reiche bildhauerische Schmuck von Balthasar Esterbauer, Jakob von der Auwera, Joh. Sebastian Bendel, Paul Prell, Claude Curé und Johann Wolfgang von der Auwera. Im Südwestflügel Hofkirche, Saalbau mit umlaufenden Säulen und Emporen, Balthasar Neumann, Barock, 1732–1743. Wiederherstellung nach Kriegszerstörung bis 1959, Rekonstruktion der Innenräume bis 1978; mit Ausstattung. Zwei Pfeilertore (Rennweger Tor und Hofgartentor) mit Figuren und schmiedeeisernen Gittern direkt an die Hauptfassade anschließend, Barock, Johann Georg und Anton Oegg, Mitte 18. Jahrhundert. | weitere Bilder |
| Würzburg Altstadt Burkarderstraße 40 (49° 47′ 24,9″ N, 9° 55′ 29,1″ O)             | Barock Pfarrhaus                                                                                    | frühes 18. Jhd. | Zweigeschossiger Satteldachbau mit rustizierten Werksteinkanten und geohrten Rahmungen in Ecklage. Barocknische mit Madonna, Sandstein, 18. Jahrhundert. | weitere Bilder |
| Würzburg Altstadt Schottenanger 13 (49° 47′ 24,9″ N, 9° 55′ 29,1″ O)               | Barock Ehemaliges Wohnhaus des Glockengießers Ignaz Knopp, jetzt evangelisch-lutherisches Pfarrhaus | 1708            | Dreigeschossiger Mansardwalmdachbau, Putzmauerwerk mit Sandsteingliederung und Portal über Freitreppe, barock, Peter Zwerger, 1708, Wiederaufbau 1956/57. |                |
| Würzburg Heidingsfeld Reuterstraße 10 (49° 45′ 52,8″ N, 9° 56′ 41,9″ O)            | Neobarock Pfarrhaus                                                                                 | um 1912/13      | Zweigeschossiger Mansardwalmdachbau mit geschweiften Zwerchhausgiebeln, Putzmauerwerk mit Kalksteinrahmungen, barockisierend. Einfriedung, Kalksteinmauer mit barockisierendem Portal, erstes Viertel 20. Jahrhundert. |                |
| Würzburg Oberdürrbach Zehnthofstraße 10 (49° 49′ 31,2″ N, 9° 55′ 20,4″ O)          | Klassizismus Pfarrhaus                                                                              | 1831            | Freistehender zweigeschossiger Walmdachbau, Putzmauerwerk mit Sandsteingliederungen, Rundbogenstil, bezeichnet „1831“. |                |
| Würzburg Rottenbauer Zehnthofstraße 10 (49° 43′ 12,9″ N, 9° 58′ 3,8″ O)            | Klassizismus Pfarrhaus                                                                              | um 1860         | Freistehender, zweigeschossiger Satteldachbau, Putzmauerwerk mit Sandsteinrahmungen über unverputztem Kalksteinsockel. |                |
| Würzburg Unterdürrbach Unterdürrbacher Straße 356 (49° 48′ 39,6″ N, 9° 55′ 9,5″ O) | Klassizismus Pfarrhaus                                                                              | Ende 18. Jhd.   | Freistehender zweigeschossiger Mansardwalmdachbau, Putzmauerwerk mit gebohrten Sandsteinrahmungen, Spätbarock. |                |
| Würzburg Sanderau Traubengasse 27 (49° 47′ 5″ N, 9° 56′ 10,9″ O)                   | Klassizismus Pfarrhaus                                                                              | 1831            | Dreigeschossiger Walmdachbau mit Loggia und Balkon in Ecklage, Putzmauerwerk mit Putz- und Sandsteingliederung, Neurenaissance, um 1900. | weitere Bilder |

## Landkreis Würzburg
| Gemeinde / Ort / Adresse Koordinaten                                                | Baustil / Gebäudetyp                       | Erbaut                 | Bemerkungen | Bild |
| ----------------------------------------------------------------------------------- | ------------------------------------------ | ---------------------- | --- | ---- |
| Gaukönigshofen Acholshausen Hugo-Wilz-Straße 18 (49° 38′ 47,1″ N, 9° 59′ 57,4″ O)   | Renaissance Pfarrhaus                      | 1617                   | Zweigeschossiger Satteldachbau mit verputztem Fachwerkobergeschoss, Gesimsgliederung, und Rundbogenportal. Bezeichnet „1617“. |      |
| Giebelstadt Allersheim Bergstraße 8 (49° 37′ 39,3″ N, 9° 54′ 5″ O)                  | Barock Pfarrhaus                           | 1743                   | Zweigeschossiger Mansardwalmdachbau mit sechs zu drei Fensterachsen und gefugten Ecklisenen hat an der straßenseitigen Fassade das Wappen des Klosters Bronnbach und eine Inschrifttafel mit Rollwerk und Putten. Unter Engelbert Schäffner (1687–1752), Abt des Klosters Bronnbach von 1724 bis 1742, wurde das Pfarrhaus gebaut. Baumeister Johann David Steingruber. |      |
| Aub Hauptstraße 27 (49° 33′ 10″ N, 10° 3′ 48,1″ O)                                  | Heimatstil Pfarrhaus                       | zweite Hälfte 19. Jhd. | Zweigeschossiger, verputzter Satteldachbau mit profilierten Fensterrahmen. |      |
| Aub Kirchsteige 2 (49° 33′ 9,6″ N, 10° 3′ 50,3″ O)                                  | Barock Pfarrhaus                           | Mitte 17. Jhd.         | L-förmiger, zweigeschossiger Massivbau mit Satteldächern, Nordflügel über hohem Sockel. |      |
| Aub Baldersheim Kirchgasse 3 (49° 33′ 8,8″ N, 10° 2′ 33,8″ O)                       | Barock Pfarrhaus                           | frühes 19. Jhd.        | Zweigeschossiger, massiver Halbwalmdachbau über hohem Sockel mit Ecklisenen. |      |
| Bergtheim Am Marktplatz 17 (49° 53′ 57,6″ N, 10° 4′ 8,1″ O)                         | Barock Pfarrhof                            | frühes 17. Jhd.        | Zweigeschossiger Satteldachhaus mit profilierten Fensterrahmungen. Pfarrscheune, Fachwerkbau mit Satteldach, wohl 17./18. Jahrhundert. Torbogen aus Sandstein, wohl 17./18. Jahrhundert. |      |
| Bieberehren Hauptstraße 29 (49° 30′ 54,2″ N, 10° 0′ 30,7″ O)                        | Klassizismus Pfarrhof                      | 18. Jhd.               | Zweigeschossiger, verputzter Massivbau mit Walmdach, Putzgliederung und Ecklisenen. |      |
| Sonderhofen Bolzhausen Brückenstraße 5 (49° 35′ 37,1″ N, 10° 1′ 30,8″ O)            | Klassizismus Pfarrhof                      | um 1800                | Zweigeschossiger Halbwalmdachbau mit verputztem Fachwerkobergeschoss. Nebengebäude: Fachwerkbau auf hohem Bruchsteinsockel mit Satteldach, 18./19. Jahrhundert. |      |
| Bütthard Marktplatz 5 (49° 36′ 1,7″ N, 9° 52′ 48,1″ O)                              | Renaissance Pfarrhaus                      | 1599                   | Zweigeschossiger Satteldachbau mit traufseitigem Fachwerkobergeschoss und Treppengiebeln, bezeichnet „1599“. |      |
| Unterpleichfeld Burggrumbach Am Burggraben (49° 52′ 15,5″ N, 10° 1′ 50,7″ O)        | mittelalterlich Pfarrhaus                  | 1599                   | Dreigeschossiger Massivbau mit Satteldach, spätes 14./15. Jahrhundert, bezeichnet 1586, mit südlichem, späterem Anbau, nach 1800. Ursprünglich Schloss ab 1692 Pfarrhof; ehemals Palas, dann Zehntscheuer. |      |
| Unterpleichfeld Burggrumbach Am Burggraben 11 (49° 52′ 16″ N, 10° 1′ 52,1″ O)       | Renaissance Pfarrhaus                      | im Kern 12. Jhd.       | Zweigeschossiger, verputzter Walmdachbau mit geohrten Fensterrahmungen, im Kern 12. Jahrhundert, westliche Erweiterung und Umbau, um 1692. |      |
| Ochsenfurt Darstadt Schloßstraße 33 (49° 40′ 25,6″ N, 9° 59′ 39,9″ O)               | Klassizismus Pfarrhaus                     | 1. Hälfte 19. Jhd.     | Eingeschossiger, verputzter Massivbau mit Halbwalmdach, 1. Hälfte 19. Jahrhundert |      |
| Bergtheim Dipbach Kirchplatz 5 (49° 53′ 49″ N, 10° 7′ 30,3″ O)                      | Barock Pfarrhaus                           | 1609–1612              | Zweigeschossiger, verputzter Halbwalmdachbau, 1609–1612, verändert im 18. Jahrhundert, Umbau zur Kinderbewahranstalt, 1911/13 verändert. |      |
| Eibelstadt Pfarrer-Manger-Gasse 3 (49° 43′ 25,6″ N, 9° 59′ 58,5″ O)                 | Barock Pfarrhaus                           | im Kern 15. Jhd.       | Unregelmäßiger, zweigeschossiger Baukomplex mit Treppengiebel, gestaffelten Satteldächern und reichem Quaderportal, im Kern 15. Jahrhundert, bezeichnet „1682“. Torhaus: Massivbau mit rundbogigem Tor, 16./17. Jahrhundert. Gartenhäuschen 18. Jhd. Bildstockaufsatz, mit Marienkrönung.                                                                               |      |
| Frickenhausen am Main Babenbergplatz 10 (49° 40′ 16,6″ N, 10° 5′ 32,3″ O)           | Barock Pfarrhaus                           | im Kern 17. Jhd.       | Zweigeschossiger Satteldachbau mit Fachwerkobergeschoss über hohem Sockel mit profilierten Gesimsen. |      |
| Gaukönigshofen Kirchplatz 2 (49° 38′ 1,9″ N, 9° 59′ 57,8″ O)                        | Barock Pfarrhaus                           | im Kern 17. Jhd.       | Zweigeschossiger Halbwalmdachbau, mit geohrten Rahmungen und Eckquaderung. Im Kern 17. Jahrhundert, Umbau 1. Hälfte 18. Jahrhundert. |      |
| Bütthard Gaurettersheim St.-Michael-Straße 12 (49° 35′ 41″ N, 9° 55′ 2,8″ O)        | Renaissance Pfarrhaus                      | 1774                   | Zweigeschossiger, verputzter Krüppelwalmdachbau mit Fassadengliederung. Pfarrscheune: Hausteinmauerwerksbau mit Halbwalmdach und Wappenstein, 1774. Hoftoranlage ebenfalls 1774. |      |
| Gerbrunn Schulweg 1 a (49° 46′ 52″ N, 9° 59′ 10,1″ O)                               | Fachwerkstil Pfarrhaus                     | 17. Jhd.               | Zweigeschossiger Walmdachbau mit Fachwerkobergeschoss, Eckquaderung, geohrter Fenstereinfassung und massivem Erdgeschoss, im Kern 17. Jahrhundert. |      |
| Giebelstadt Obere Kirchgasse 6 (49° 39′ 10,4″ N, 9° 56′ 44″ O)                      | Renaissance Pfarrhaus                      | 1. Hälfte 19. Jhd.     | Zweigeschossiger Halbwalmdachbau, massiv und verputzt. |      |
| Ochsenfurt Goßmannsdorf am Main Domherrnviertel 2 (49° 40′ 51,4″ N, 10° 1′ 42,4″ O) | Barock Pfarrhaus                           | 1668                   | Zweigeschossiger, verputzter Massivbau mit Satteldach und profilierten Fensterrahmungen, bezeichnet 1668 mit Einfriedung in Bruchstein ebenfalls aus dieser Zeit. |      |
| Rimpar Gramschatz Retzstadter Straße 5 (49° 55′ 38,7″ N, 9° 58′ 11″ O)              | Rokoko Pfarrhof                            | 18. Jhd.               | Zweigeschossiger Massivbau mit Walmdach und geohrten Fensterrahmungen. Ursprünglich fürstbischöfliches Jagdhaus. Einfriedung: Sandsteinmauer, Torpfosten und geschmiedeten Toren. |      |
| Güntersleben Josef-Weber-Straße 2 (49° 52′ 14,4″ N, 9° 54′ 20,8″ O)                 | Rokoko Pfarrhof                            | 17. Jahrhundert        | Zweigeschossiger Halbwalmdachbau mit acht Fensterachsen und geohrter Rahmung. Wappenrelief über dem Eingang. Einfriedung mit Figurennische, darin Sandsteinskulptur des Hl. Stephan, bezeichnet 1757, Bruchsteinmauerwerk, 17./18. Jahrhundert. |      |
| Bütthard Gützingen Bergstraße 3 (49° 37′ 15,6″ N, 9° 53′ 6,1″ O)                    | Klassizismus Pfarrhaus                     | um 1860/70             | Zweigeschossiger Bruchsteinmauerwerksbau mit Walmdach und Hausteingliederung, mit Einfriedung. Bildstock: Baldachinbekrönter Reliefaufsatz mit Marienkrönung, auf Pfeiler mit Heiligenreliefs, über Sockel mit Inschriftenkartusche, bezeichnet „1798“. |      |
| Helmstadt Sankt-Martin-Straße 16 (49° 45′ 42,6″ N, 9° 42′ 32,3″ O)                  | Klassizismus Pfarrhaus                     | 1815                   | Zweigeschossiger Walmdachbau mit Sandsteinsockel, an der Sankt-Martin-Straße Sandsteinsockel und breiter Dreiecksgiebel in der Fassade, klassizistisch. |      |
| Giebelstadt Herchsheim Dorfstraße 5 (49° 37′ 56,4″ N, 9° 56′ 41,8″ O)               | Klassizismus Pfarrhaus                     | 18./19. Jhd.           | Zweigeschossiger, giebelständiger Halbwalmdachbau, verputztes Fachwerk. |      |
| Unterpleichfeld Hilpertshausen Veiter Berg 13 (49° 53′ 47,2″ N, 10° 0′ 39,3″ O)     | Klassizismus Pfarrhaus                     | 1806                   | Zweigeschossiger Bruchsteinquaderbau mit Halbwalmdach, bezeichnet „1806“. |      |
| Höchberg Herrenweg 5 (49° 46′ 52,1″ N, 9° 52′ 34,7″ O)                              | Klassizismus Pfarrhof                      | 18. Jhd.               | Zweigeschossiger Massivbau mit Walmdach und geohrten Fensterrahmungen, Einfriedung, Bruchstein 18. Jahrhundert. |      |
| Ochsenfurt Hohestadt Valentingasse 8 (49° 39′ 21,5″ N, 10° 2′ 28,7″ O)              | Klassizismus Pfarrhaus                     | 1844                   | Zweigeschossiger Hausteinmauerwerksbau mit Satteldach, gotisierend. |      |
| Holzkirchen Nibelungenstraße 2 (49° 46′ 53,1″ N, 9° 40′ 45,8″ O)                    | Klassizismus Pfarrhaus                     | um 1870                | Zweigeschossiger giebelständiger Satteldachbau aus Rotsandsteinquadern, mit Treppengiebel. |      |
| Ochsenfurt Hopferstadt Duttenhöferstraße 1 (49° 36′ 28,9″ N, 10° 3′ 46,5″ O)        | Klassizismus Pfarrhaus                     | 1. Hälfte 18. Jhd.     | Zweigeschossiger, verputzter Massivbau mit Halbwalmdach. |      |
| Ochsenfurt Kleinochsenfurt Maria-Schnee-Platz 4 (49° 40′ 23,9″ N, 10° 2′ 58″ O)     | Klassizismus Pfarrhaus                     | spätes 18. Jhd.        | Zweigeschossiger Massivbau mit Walmdach und geohrten Fensterrahmungen. |      |
| Kleinrinderfeld Pfarrer-Walter-Straße 3 (49° 41′ 58,1″ N, 9° 50′ 41,2″ O)           | Klassizismus Pfarrhaus                     | erste Hälfte 19. Jhd.  | Zweigeschossiger Halbwalmdachbau, massiv und verputzt. |      |
| Randersacker Lindelbach Lindelbachstraße 18 (49° 43′ 59,3″ N, 10° 1′ 59,6″ O)       | Klassizismus Pfarrhaus                     | um 1890                | Zweigeschossiger Steinquaderbau mit Walmdach in Ecklage mit Mittelrisalit und Hausteingliederung. |      |
| Rimpar Maidbronn Riemenschneiderstraße 14 (49° 50′ 52,2″ N, 9° 58′ 32,2″ O)         | Klassizismus Pfarrhaus                     | 1884                   | Zweigeschossiger Massivbau mit Satteldach, unter Verwendung der Außenmauern des Nonnenchores der ehemaligen Zisterzienserinnenklosterkirche, im Kern spätes 13. Jahrhundert, bezeichnet „1884“. |      |
| Margetshöchheim Mainstraße 16 (49° 50′ 15,1″ N, 9° 51′ 59,9″ O)                     | Klassizismus Pfarrhaus                     | um 1800                | Zweigeschossiger, verputzter Massivbau mit Halbwalmdach. |      |
| Altertheim Oberaltertheim Kirchgasse 1 (49° 43′ 34,5″ N, 9° 45′ 52,4″ O)            | Klassizismus Pfarrhaus                     | 1828                   | Zweigeschossiger, traufständiger Satteldachbau, massiv und verputzt, klassizistische Sandsteingliederung. |      |
| Eisenheim Obereisenheim Hauptstraße 8 (49° 53′ 24″ N, 10° 10′ 44,9″ O)              | Barock Pfarrhaus                           | 1604                   | Zweigeschossiger, verputzter Satteldachbau mit Fachwerkobergeschoss, Eckpfosten bezeichnet 1604. |      |
| Ochsenfurt Pfarrgasse 9 (49° 39′ 49,4″ N, 10° 3′ 47,7″ O)                           | Barock Pfarrhaus                           | im Kern 1563           | Dreigeschossiger, verputzter Massivbau mit Walmdach und reicher Hausteingliederung, im Kern 1563, Umbau nach Plänen von Joseph Greissing durch Martin Stumer, 1711–1713. |      |
| Gelchsheim Oellingen Kirchplatz 9 (49° 34′ 42,2″ N, 10° 3′ 41,8″ O)                 | Barock Pfarrhaus                           | 17./18. Jhd.           | Zweigeschossiger Satteldachbau mit verputztem Fachwerkobergeschoss. |      |
| Prosselsheim Kirchberg 1 (49° 51′ 47″ N, 10° 7′ 40,8″ O)                            | Klassizismus Pfarrhaus                     | um 1800                | Zweigeschossiger, verputzter Massivbau mit Mansardhalbwalmdach und drei zu fünf Fensterachsen. |      |
| Randersacker Kirchplatz 3 (49° 45′ 35,4″ N, 9° 58′ 54,1″ O)                         | Rokoko Pfarrhaus                           | spätes 17. Jhd.        | Zweigeschossiger, verputzter Satteldachbau mit geohrten Fensterrahmungen. Über spätmittelalterlichem Kern (1478). |      |
| Remlingen Am Alten Keller 7 (49° 48′ 16,3″ N, 9° 41′ 34,9″ O)                       | Pfarrhaus                                  | im Kern 17. Jhd.       | Zweigeschossiger, Halbwalmdachbau, massiv und verputzt. Wurde im 19. Jahrhundert erneuert. |      |
| Riedenheim Kirchstraße 8 (49° 33′ 25,6″ N, 9° 58′ 27,3″ O)                          | Barock Pfarrhaus                           | 17. Jhd.               | Zweigeschossiger, verputzter Massivbau über hohem Sockel, mit Satteldach und profilierten Hausteinrahmungen, im Kern 17. Jahrhundert |      |
| Rimpar Herrngasse 12 (49° 51′ 17,1″ N, 9° 57′ 24,8″ O)                              | Rokoko Pfarrhaus                           | 1721                   | Zweigeschossiger Massivbau mit Krüppelwalmdach und geohrten Fensterrahmungen mit zwei zu fünf Fensterachsen. Bezeichnet „1721“. Pfarrscheune: Massives Gebäude mit Krüppelwalmdach. |      |
| Röttingen Herrnstraße 17 (49° 30′ 35,9″ N, 9° 57′ 58,1″ O)                          | Barock Pfarrhaus                           | 1690                   | Zweigeschossiger Satteldachbau, Obergeschoss Fachwerk, mit südlich angebautem, zweigeschossigen Flügel mit Fachwerkobergeschoss, mit Wappenstein, bez. 1690, 16./17. Jh.; an der hinteren Grundstücksgrenze Stadtmauer, 14./15. Jh. |      |
| Rottendorf Pfarrgasse 4 (49° 47′ 33,9″ N, 10° 1′ 38,2″ O)                           | Renaissance Pfarrhaus                      | 1533                   | Zweigeschossiger, verputzter Massivbau mit Walm- und Halbwalmdach, spätmittelalterlich, bezeichnet 1533. Hofmauer, Bruchsteinmauerwerk, aus dieser Zeit. Graben und Einfriedungsmauer, spätmittelalterlich. |      |
| Sonderhofen Hauptstraße 2 (49° 35′ 38,7″ N, 10° 0′ 5,8″ O)                          | Rokoko Pfarrhof                            | 1766                   | Zweigeschossiger, verputzter Mansardwalmdachbau mit Eckquaderung und drei zu sieben Fensterachsen. Zehntscheune: Bruchsteinmauerwerksbau mit Satteldach, 17./18. Jahrhundert. Einfriedung: Hoftoranlage mit Rundbogentor und separater Pforte, gleichzeitig. |      |
| Giebelstadt Sulzdorf Dorfberg 6 (49° 38′ 59,5″ N, 9° 54′ 9,9″ O)                    | Rokoko Pfarrhaus                           | 1733                   | Zweigeschossiger Walmdachbau mit geohrten Fensterrahmungen, verputzt, Rundbogeneinfahrt und Wappenrelief. |      |
| Röttingen Strüth Brunnengasse 4 (49° 31′ 33,1″ N, 9° 56′ 15,8″ O)                   | Barock Pfarrhaus                           | 18. Jhd.               | Zweigeschossiger, verputzter Massivbau mit Mansardwalmdach, über hohem Kellergeschoss, barock. |      |
| Tauberrettersheim Brunnenstraße 13 (49° 29′ 36,7″ N, 9° 56′ 7,7″ O)                 | Barock Pfarrhof                            | 18. Jhd.               | Zweigeschossiger, verputzter Walmdachbau mit hohem Sockel, Fachwerkobergeschoss und geohrten Fensterrahmungen. Ökonomiegebäude: eingeschossiger, verputzter Satteldachbau, 19. Jahrhundert. Hoftoranlage: Rundbogentor mit separater Pforte, 17. Jahrhundert. |      |
| Theilheim Bachstraße 18 (49° 45′ 16″ N, 10° 1′ 49,5″ O)                             | Barock Pfarrhof                            | 17. Jhd.               | Zweigeschossiger Massivbau mit Satteldach und Treppengiebeln. |      |
| Thüngersheim Pfarrgasse 4 (49° 52′ 48,4″ N, 9° 50′ 29,3″ O)                         | Rokoko Pfarrhof                            | zweite Hälfte 18. Jhd. | Zweigeschossiger Massivbau mit Walmdach und geohrten Fensterrahmungen. |      |
| Ochsenfurt Tückelhausen Konventstraße 5 (49° 39′ 9,4″ N, 10° 1′ 29,5″ O)            | Barock Ehemaliges Priorat, heute Pfarrhaus | um 1700                | Zweigeschossiger Satteldachbau mit Tordurchfahrt, darüber gesprengter Dreiecksgiebel und halbrunder Erker mit Glockendach. |      |
| Veitshöchheim Herrnstraße 1 (49° 50′ 0,9″ N, 9° 52′ 28,1″ O)                        | Renaissance Pfarrhof                       | 1611                   | Zweigeschossiger Massivbau mit Satteldach, Schweifgiebeln und gestelzten profilierten Fenstergewänden, Spätrenaissance. Einfriedung mit Portal und Kreuzigungsrelief, bezeichnet 1614. |      |
| Gaukönigshofen Wolkshausen Dorfstraße 1 (49° 37′ 29,2″ N, 9° 58′ 44,2″ O)           | Neobarock Pfarrhaus                        | 1909                   | Zweigeschossiger Walmdachbau mit Sandsteingliederung, Mittelrisalit und rustizierten Ecklisenen. |      |